# ویلیام موریس (تیرانداز ورزشی انگلستان)
ویلیام موریس (انگلیسی: William Morris؛ زادهٔ تاریخ ورودی نامعتبر است) ورزشکار اهل پادشاهی متحد بریتانیای کبیر و ایرلند است.
وی در مسابقات کشوری و بین‌المللی در مجموع برندهٔ ۱ مدال برنز شده‌است.